# Johannes Bijsterveld

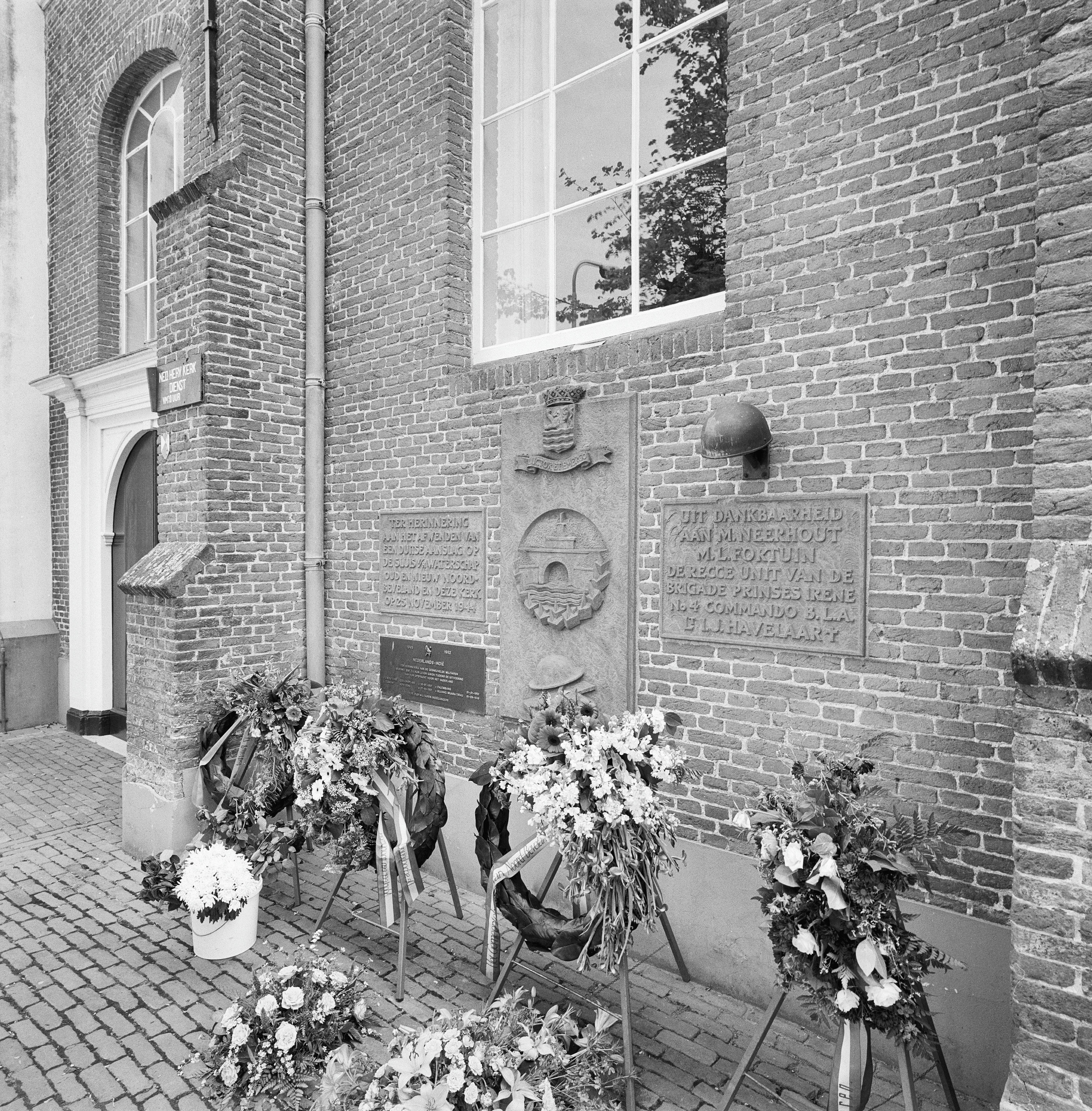
Oorlogsmonument Colijnsplaat

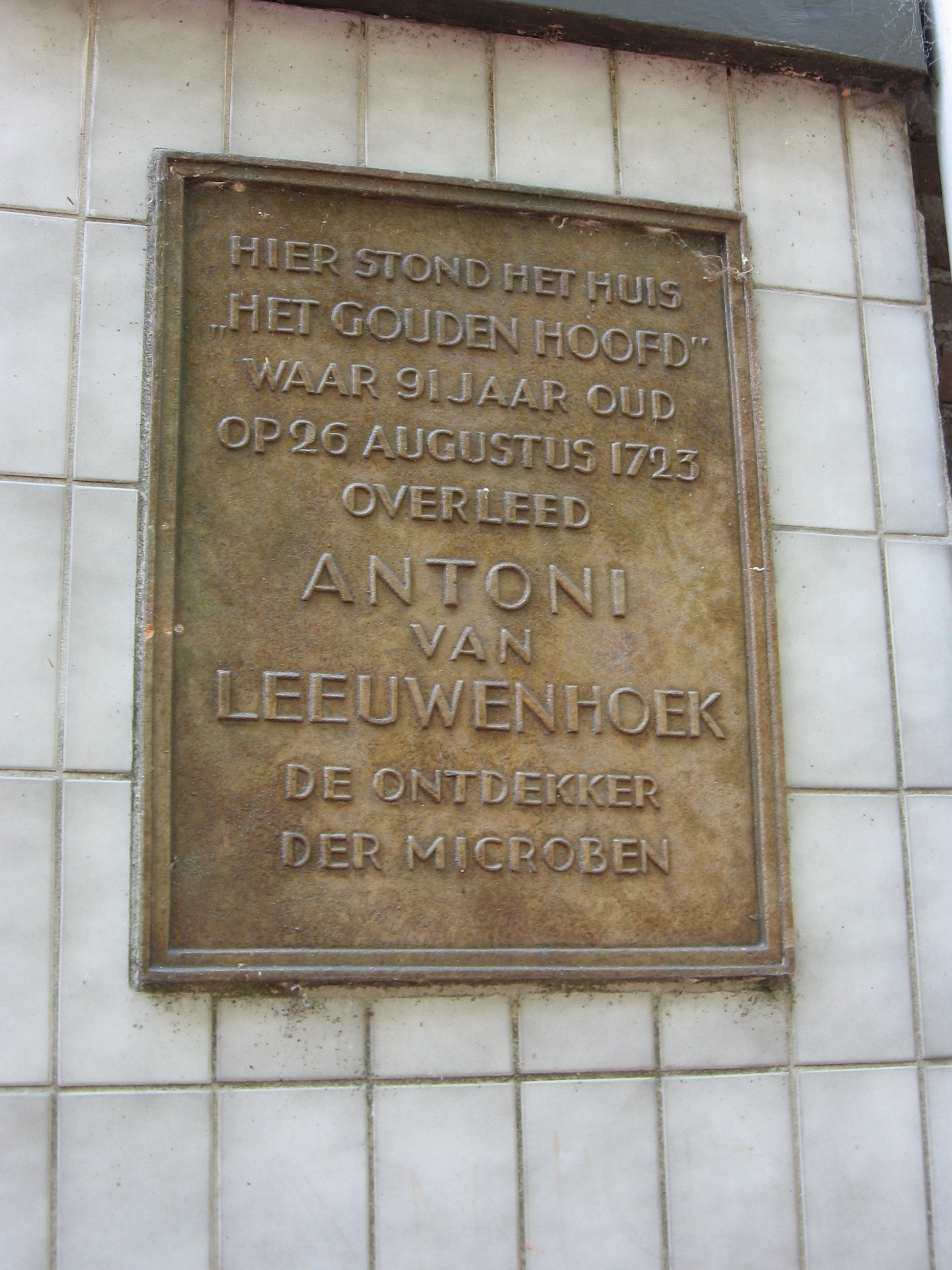
Plaquette 'Het Gouden Hoofd', woonhuis A. van Leeuwenhoek

Johannes Bijsterveld (Delft, 21 februari 1901 – aldaar, 30 januari 1980) was een Nederlands beeldhouwer, medailleur en tekenaar.

## Leven en werk
Johannes of Johan Bijsterveld was een zoon van schipper Arie Bijsterveld en Haasje Reuvekamp. Hij leerde beeldhouwen van Arend Odé, op wiens atelier bij Technische Hogeschool Delft hij van 1913 tot 1920 als assistent werkte. Hij kreeg daarnaast les aan de Burgeravondschool van Jansen en Bongers. Bijleveld slaagde in 1930 voor de MO-akte N IXb voor decoratief boetseren. Hij maakte onder meer gevelstenen en oorlogsmonumenten, zijn voorkeur ging uit naar het maken van kleinplastiek (dierfiguren) en portretten.
In 1936 werd Bijsterveld werkend lid van de Delftse Kunstkring. In 1943 werd Henk Etienne voorzitter en Bijsterveld commissaris van de afdeling beeldende kunst van de Kunstkring. Bijsterveld exposeerde met de Kunstkring tussen 1931 (als gast) en 1955 bij onder andere het Huis Van Meerten, het Museum Paul Tétar van Elven en het Museum Prinsenhof Delft. Hij exposeerde met Dirk Boode in een duo-expositie in 'Huize O.D. 62' (1937).
Johannes Bijsterveld overleed op 78-jarige leeftijd, hij werd begraven op de begraafplaats Jaffa. 

## Enkele werken
- 1918-1919: ornamenteel beeldhouwwerk aan het stadhuis van Rotterdam
- 1926: ontwerp gevelsteen voor de Coöperatieve Woningbouwvereniging 'Volkshuisvesting', Nassaulaan, Delft. De steen, met daarop een schip als symbool van de behouden vaart, werd gemaakt ter gelegenheid van het tienjarig bestaan van de woningbouwvereniging.
- 1937: kraagstenen met apostelkoppen en evangelistensymbolen voor de doopkapel en sacristie van de Nieuwe Kerk in Delft, o.l.v. restauratiearchitect Herman van der Kloot Meijburg.[6]
- 1937: beeldje van L. Blok, voormalig schoolhoofd in Delft.
- 1938: gedenksteen ter herinnering aan M. Boekholt in de eetzaal van het koloniegebouw Groot Dennenlust in Voorthuizen.[7]
- 1939: bronzen symbolen op hek in het Nederlands paviljoen op de Wereldtentoonstelling in New York.
- 1942-1943: ornamenteel beeldhouwwerk aan diverse gebouwen voor de wederopbouw van Middelburg.
- 1949: oorlogsmonument aan de Hervormde Kerk in Colijnsplaat.
- 1950: vier luchters met oud-christelijke monogrammen voor de Oude Kerk in Maassluis.
- 1954: plateaus aan de voorgevel van het gemeentehuis in Biervliet.
- 1955: gedenkplaten aan voormalige woonhuizen van Hugo de Groot (Oude Langendijk), Antoni van Leeuwenhoek (Nieuwstraat) en Johannes Vermeer (Oude Manhuissteeg) in Delft.[8]
- ca. 1960: gaper voor Drogisterij Van den Berg aan de Wijnhaven 4 in Delft.
- 1962: reliëf van de Heilige Kruiskapel aan een wand van de Kapelsbrug over de Oude Delft in Delft.
- 1972: gevelsteen 'De Blauwen Hont', Voorstraat 1, Delft.

- Biografisch Portaal: 63676265
- RKD-Nederlands Instituut voor Kunstgeschiedenis: 8354